# Lethal Injection
Lethal Injection je v pořadí čtvrté album amerického rapera Ice Cubea, vyšlo v roce 1993, obsadilo 5. místo v The Billboard 200. Platinová desky se prodal 1 milion kopií.

## Seznam skladeb
| #  | Název                          | Host(é)        | Trvání |
| -- | ------------------------------ | -------------- | ------ |
| 1  | "The Shot (Intro)"             | -              | 0:54   |
| 2  | "Really Doe"                   | -              | 4:28   |
| 3  | "Ghetto Bird"                  | -              | 3:51   |
| 4  | "You Know How We Do It"        | -              | 3:52   |
| 5  | "Cave Bitch"                   | -              | 4:17   |
| 6  | "Bop Gun (One Nation)"         | George Clinton | 11:05  |
| 7  | "What Can I Do?"               | -              | 4:50   |
| 8  | "Lil Ass Gee"                  | -              | 4:04   |
| 9  | "Make It Ruff, Make It Smooth" | K-Dee          | 4:23   |
| 10 | "Down For Whatever"            | -              | 4:39   |
| 11 | "Enemy"                        | -              | 4:50   |
| 12 | "When I Get To Heaven"         | -              | 5:00   |

## Singly
- "Really Doe"
- "You Know How We Do It"
- "Bop Gun (One Nation)"